# Emesis satema
Emesis satema är en fjärilsart som beskrevs av William Schaus 1902. Emesis satema ingår i släktet Emesis och familjen Riodinidae. Inga underarter finns listade i Catalogue of Life.